# 阿米尼示威时间轴
该条目记录了伊朗阿米尼示威的时间轴，由2022年9月至2022年12月。

## 9月

### 9月16日
9月16日，玛莎·阿米尼去世数小时后，示威者开始在其去世的卡斯拉医院的附近聚集。示威者呼喊“独裁者去死”、“哈梅内伊是杀人犯”等口号。警察抵达现场。部分女性示威者当场烧毁了自己的头巾，以作为对警察镇压的回应。9月16日当晚，德黑兰阿根廷广场爆发示威活动，示威者呼喊反对伊朗总统、反对强制佩戴头巾法律的口号。有视频显示示威者遭到了警方的殴打。

### 9月17日
周六阿米尼葬礼后，阿米尼的家乡萨盖兹和库尔德斯坦省的省会萨南达季市出现大规模示威活动，伊朗警方使用武力驱散抗议者。据照片显示，阿米尼的墓碑上写有支持示威的文字，这些文字亦成为本次示威的口号之一。
波斯语：ژینا جان تو نمی‌میری. نامت یک نماد می‌شود

翻译：亲爱的阿米尼，你不会死。你的名字将成为一个象征。

### 9月18日
周日晚上，萨南达季有大量市民再次走上街头进行抗议，并高呼“独裁者去死”、“哈梅内伊去死”等口号，另有部分女性示威者当场摘下头巾。据英国广播公司援引未经证实的消息来源称，伊朗安全部队向示威群众开枪。此外，德黑兰大学亦有学生举标语抗议。据报道，同日有大批安全部队集结到德黑兰与馬什哈德。
同日，据伊朗媒体报道，伊朗总统易卜拉欣·莱希向阿米尼的家属致电慰问，表示“你的女儿就像我的女儿，我感觉这件事好像就发生在我女儿身上”。

### 9月19日
德黑兰市区的移动通信网络于9月19日被切断。有视频显示，德黑兰、拉什特、伊斯法罕等地持续有示威活动。
一名名叫法贾德·达尔维希（Farjad Darvishi）的23岁男子在乌尔米亚的示威中死亡。据报道，他在示威期间被警察开枪击中，并在送医途中因伤势过重身亡。

### 9月20日
据美国之音报道，伊朗的31个省份中已至少有16个省爆发了抗议活动。据CNN报道，有目击者将当日的抗议活动形容为“闪电抗议活动”，即示威者试图在警察集结前迅速分散。

### 9月22日
德黑兰等城市的抗议者焚烧了当地的警察局及车辆。
尽管整个伊朗的互联网被切断，抗议活动仍在持续。同时，抗议活动已经蔓延到一些过去几年中并未出现示威活动的城市。这些抗议活动遭到了伊斯兰革命卫队及防暴警察的严厉镇压。这些部队面对示威者时采取了使用催泪瓦斯乃至直接射击的方式，造成多人伤亡。

### 9月23日
德黑兰的示威活动仍在持续。据报道，伊斯法罕市爆发了激烈的警民冲突。多家大学停止线下授课。
美国国务卿布林肯表示，美国计划放松对企业进入伊朗互联网市场的限制。埃隆·马斯克表示，他计划通过星链服务，为伊朗互联网被封锁的地区提供卫星上网服务。

### 9月24日
推特上有视频显示，奥什诺维耶市可能已被示威者占领。伊朗警方和伊朗伊斯兰革命卫队在吉兰省逮捕739人。

### 9月25日
示威继续在德黑兰、卡拉季、卡什马尔等十余个城市进行。据CNN报道，截至当日，已共有5名准军事部队成员在镇压示威时身亡。伊朗总统易卜拉欣·莱希称会“果断地处理”示威者。

### 9月26日
德黑兰革命广场上有亲政府集会进行。当晚，反政府示威者在德黑兰、布什尔、设拉子、马什哈德等城市游行，警方再次试图镇压示威。加拿大、法国、挪威、澳大利亚等国均有支持伊朗反政府示威者的集会。

### 9月27日
联合国人权事务高级专员公署发言人拉维娜·沙姆达萨尼（Ravina Shamdasani）敦促伊朗政府“充分尊重言论自由、结社自由和和平集会的权利”。伊朗石油合同工人组织委员会称，如果政府继续镇压示威，将举行罢工。

### 9月29日
据报道，伊朗反政府抗议人士当日上午在德黑兰部分地区从窗户和楼顶呼喊口号，但没有传出发生街头抗议的报道。当局近日在德黑兰进行了严厉镇压。伊朗国家媒体援引德黑兰省省长莫森·曼苏里（Mohsen Mansouri）的话说，首都抗议已经停止，治安得到恢复。
有学生继续在一些大学校园内示威，包括南方的设拉子大学。
伊朗当局逮捕了记者埃拉赫·穆哈玛迪（Elahe Mohammadi），她本月早些时候报道了阿米尼的葬礼。她是阿米尼死后被拘留的几名记者之一。女作曲家莫娜·博祖维（Mona Borzouei）和前足球运动员侯赛因·马西尼（Hossein Mahini）已经被捕，伊朗当局称他们“鼓动骚乱”。
因為民主和人權、特別是為婦女和兒童的權益和庇護權所作出的努力而於2003年获得诺贝尔和平奖的第一位伊朗人和穆斯林女性、前法官、律師、活动人士希林·伊巴迪（Shirin Ebadi）对德国之声说，最新的抗议不同于之前的抗议，“有推翻政权的可能”。她稍後表示「一方面，看到年輕一代如此勇敢地對抗獨裁者，我感到樂觀和充滿希望。另一方面，看到年輕人被逮捕或殺害，我非常難過。民眾的訴求不再是反頭巾。艾米尼被殺是導火線，現在人們不想要伊斯蘭共和國，想推翻政權。」

### 9月30日
有妇女在阿富汗首都喀布尔举行支持伊朗示威者的集会，被塔利班驱散。

## 10月

### 10月1日
伊朗抗议者和警察在伊朗东南部发生暴力冲突，造成19人死亡，这是示威开始以来最致命的一次事件。
据CNN报道，伊朗女子拉德与其友人在餐厅吃早餐时未佩戴头巾，并上传照片，被伊朗警方逮捕。伊朗歌手哈吉普在发布支持示威的歌曲后被捕。

### 10月2日
谢里夫大学校园内的冲突仍在持续，有报道称警方向学生开枪。伊朗科学研究和技术部长穆罕默德·阿里·佐尔菲戈尔成功干预并将部分学生护送出校园，但其他学生仍处被困状态。
伊朗保守派报纸《世界日报》报社遭示威者袭击。该报负责人由伊朗最高领袖哈梅内伊任命，此前发文称反政府示威者都是“敌人的雇佣兵”。
伊朗议会议长卡利巴夫（Mohammad Bagher Qalibaf）称，目前的抗议目的是推翻政府，与以往要求改革的抗议不同。他要求“所有有任何（理由）抗议的人不要让他们的抗议变成破坏或颠覆制度的行为”。

### 10月3日
加拿大外交部长赵美兰公布对伊朗的制裁名单，其中包括25名个人和9个实体。这项制裁包括冻结目标个人和实体在加拿大的资产，禁止与他们进行任何交易，禁止他们进入加拿大。
有视频顯示，伊朗一学校内的女學生們強迫一名男性教職人員離開學校，大喊「你真丟臉！」，並向該男子丟水瓶，直到他從大門離去。
数十名女学生在设拉子街头上摘下并挥舞头巾，呼喊“独裁者去死”的口号。

### 10月4日
伊朗16岁少女网红伊斯梅尔扎德在被安全部队持棍殴打头部后死亡。伊朗17岁少女沙卡米的尸体在太平间被发现，其头骨已碎裂。
伊朗外交部发言人卡纳尼在社交平台表示，美国总统拜登在摆出人道主义姿态前，应先考虑一下自己国家的人权纪录，又认为拜登应关注美国对伊朗实施的无数制裁，指出对任何国家实施制裁都是反人类罪的明显例子。

### 10月5日
据路透社报道，有目击者称，伊朗安全部队开始部署在伊朗各地的多个大学内。
有媒体报道称，过去两周内被捕的伊朗示威者“处于不人道的环境中，并受到系统性的虐待”。
欧洲议会投通过决议，“以最强烈的措辞谴责玛莎·阿米尼在遭受伊朗道德警察虐待后的死亡”，并呼吁伊朗政府允许“公正和有效的调查”。该决议还“支持伊朗全国各地的和平抗议运动”，并要求伊朗当局释放被捕的抗议者，撤销对他们的所有指控。
伊朗外交部发言人称，西方将人权变为向其他国家施加压力的工具。
欧洲各国共有50多名演员、歌手、议员剪去一段长髮，以示对伊朗示威者的支持。社交平台上有照片显示，多名学生摘下头巾，并对教室内的霍梅尼和哈梅内伊肖像竖起中指。

### 10月6日
伊朗外交部在发表的书面声明中称，英国外交部“通过虚假和挑衅性言论干涉伊朗内政”，该国驻德黑兰大使西蒙·谢尔克里夫昨天被传唤，伊朗向其转达了抗议。

### 10月8日
据伊朗媒体报道，伊朗法医出具的调查显示，玛莎·阿米尼死于“脑部缺氧引起的多重器官衰竭，可能与潜在病史有关”，而非拘留期间头部和四肢受到重击。
有艺术家将水染成红色，伊朗首都德黑兰一些喷泉“看似喷出血液”，“象征数周来当局血腥镇压民众示威活动”。
国际特赦组织表示，伊朗东南部希斯坦-俾路支省首府萨赫丹9月30日爆发抗议后，维安部队已在这座城市杀害至少82人。伊朗总统莱希已下令彻底调查萨赫丹的冲突。

### 10月9日
伊朗总统易卜拉欣·莱希出席一所女子大学的开学仪式时，遇到学生高喊口号抗议。莱希在演说中提到，“敌人以为可以在大学实现他们的邪恶目标，但不知道学生和教授很警觉，不会让敌人的虚假梦想成真。”

### 10月10日
英国宣布制裁伊朗道德警察部门。
伊朗西部城市萨南达治街头传出枪声，据报道，至少一人在附近村庄死亡。
伊朗国家电视台晚间节目遭黑客攻击，伊朗最高领袖哈梅内伊的讲话画面被替换为哈梅内伊肖像被加上靶心的图像，并附有文字：“时候到了，该收拾你的行李了，替你的家人在伊朗以外的地方找个家。”
伊朗通讯社报道，当地民兵组织巴斯基一名成员在首都德黑兰南部遭开枪袭击，头部重伤，随后死亡。

### 10月11日
示威首次蔓延至石油和天然气行业，据报道，伊朗多地工人进行罢工示威。石油合同工抗议组织委员会在其Telegram页面上发表声明：
“我们将进行罢工。为了不坐接近报废的公共汽车，为了不像动物一般生活，为了不住臭虫横行的宿舍，为了不吃被污染的食物，为了不被工作填满的一天，为了睡个好觉，为了政客从未兑现的支票，为了从未被支付的社会保险...随着时间的推移，比公交车的晃动更让你震惊的是，为了‘工人的力量’，为了所有这些，我们明天将进行抗议。”

“石油合同工抗议活动组织委员会呼吁所有石油工人（无论是编制工、长期合同工，还是计件工人、燃料运输和操作工人、在国家钻探、开采、炼油厂和石化部门工作的同事）参加石油部门的全国性罢工，声援人民的抗议活动。在这次声援罢工中，组织委员会要求立即无条件释放最近被捕的人和所有政治犯。将部队清出街道，结束所有镇压，并审判那些杀害玛莎·阿米尼和所有在抗议活动期间屠杀人民的刽子手。
哈夫特·塔佩赫甘蔗公司工会发表声明：
同志们！被压迫的人们！
太阳和革命的女儿们的抗议及街头起义已进入第四周。
战斗的男女以 ‘女性、生命、自由’的口号震撼了大街小巷，以便通过光荣的斗争实现自由和平等，摆脱压迫和剥削、歧视和不平等。
那些在街道上斗争的孩子们需要我们的团结和支持，以摆脱压迫、窒息和歧视。
在这种情况下，孩子们的鲜血染红了街道的路面。各石油、石化部门工人罢工的开始，将为这场斗争的主体注入新的生命和希望。
为了正义，为了劳动者和劳苦大众的孩子、我们的父母、我们那被剥削的姐妹兄弟，我们应该站出来阻止生产和财富的车轮转动。
今天，布什尔石化、阿巴丹炼油厂和阿萨鲁耶工人们的热情出现点燃了这种团结的火花。
这场运动迫切需要工人们团结起来，支持他们在街头的孩子和兄弟姐妹。
哈夫特·塔佩赫甘蔗公司工会祝贺各石油和石化部门的工人罢工，支持街头抗议。
我们的孩子、姐妹和兄弟期望其他服务和生产部门也能加入全国性的罢工，因为只有团结一致，才能摆脱压迫和剥削，摆脱歧视和不平等。
诚实和有知识的工人和劳苦大众：
街头女孩的起义需要我们的支持。这片土地上的女孩已经决定做出巨大的改变，这种改变将带来其他地区妇女的解放。
这一伟大而值得称赞的起义应该与这片土地上各地工人的罢工联系起来。
为了摆脱歧视和压迫，为了摆脱贫穷和困苦，为了拥有面包和自由，让我们不要让太阳和革命的女孩独自一人。
太阳和革命的女儿们，
在胜利之日，全世界将向你们脱帽致敬。你们给大家上了一堂要站起来反抗的课。
工人解放的工会和阶级团结万岁！

争取实现服务和生产部门的全国性罢工！

### 10月12日
据华尔街日报报道，有更多伊朗石油界工人加入示威，工人罢工继续扩大。
伊朗教育部长尤瑟夫·努里证实，确实有部分学生被拘留，并被送往“精神卫生机构”进行“再教育”，以消除他们的“反社会行为”。努里表示，“再教育”完成后，这些学生即可返校继续上课。
网络监测组织NetBlocks称，伊朗互联网流量突然下降约25%，质疑伊朗在抗议活动爆发期间进一步限制讯息自由流通。

### 10月13日
加拿大移民部长表示，可能会进一步限制伊朗政权成员的家属进入加拿大。

### 10月14日
伊朗最高领袖哈梅内伊表示，伊朗伊斯兰共和国是一棵“根深蒂固的大树”，“任何妄想将它连根拔起的人都是错误的。”
美国总统乔·拜登14日呼吁伊朗结束“对其公民实施的暴力”，并“强调这些公民仅仅是在争取他们的基本权利”。美国副总统卡马拉·哈里斯和其他美国官员与伊朗裔活动人士会面时，赞扬了女性在伊朗示威活动中的“领导作用”。

### 10月15日
德黑兰的埃文监狱爆发冲突，并发生火灾。据报道，该监狱关有数百名示威者。据伊朗司法部门称，火灾发生后有四名囚犯死亡，另有61人受伤。

### 10月16日
伊朗攀岩选手蕾卡比在韩国参加比赛时，未按规定要求佩戴头巾，成为示威活动的象征人物之一。
據當地民眾與外籍媒體工作者，以及網路黑客支援黑入政府部門電腦的取證，陸續被報導指出以前至現在，不少因參與伊朗2017-2018年示威、2019-2020年伊朗抗議、抗議政府的相關活動、出門未戴頭巾和頭巾戴錯…等等的女性，都曾被道德警察或執法部門找碴和語言暴力與性騷擾，以及施以性侵犯並且警告不准外揚的經歷，甚至也有不少示威者和女性是「被消失」

### 10月17日
据耶路撒冷邮报报道，黎巴嫩真主党的武装力量协助伊朗政府镇压示威。
联合国儿童权利委员会发表声明，谴责伊朗“严重侵犯儿童权利的行为”，并敦促当局停止一切“针对儿童的暴力行径”。
国际特赦组织称，对示威活动的镇压已导致多名儿童死亡，其中有23名儿童的身份已确认。

### 10月19日
在韩国比赛时未佩戴头巾的伊朗选手蕾卡比回到伊朗，大批支持者在机场手捧鲜花欢迎蕾卡比回国。有报道称，蕾卡比已被软禁。

### 10月20日
玛莎·阿米尼家属的律师称，阿米尼家属不承认官方调查报告结果，并要求由另外的单位重新调查阿米尼的死因。

### 10月21日
17岁少年阿迪内扎德在示威中遭近距离射杀。
伊朗东南部地区爆发大规模抗议，示威者向扎黑丹市的一家银行投掷石块。警方至少逮捕57人。
强硬派教士艾哈迈德·哈塔米说：“司法部门应以一种其他人不会再想暴乱的方式来处理这些暴徒——他们背叛了国家，为敌人的水车倒水。"“他们告诉受骗的孩子，如果他们在街上呆一个星期，政权就会垮台。做梦吧！”
黑客組織「Black Reward」在推特上要求伊朗当局24小时内释放所有政治犯、良心犯及在抗议活动中被捕的人，否则就会公开伊朗核计划的相关文件。

### 10月22日
伊朗境內18省24个城市爆發了反政府抗议活动。
有80000人聚集在柏林聲援伊朗境內的女權運動。洛杉矶等全球各地都出現聲援伊朗的遊行。
黑客組織「Black Reward」在社交媒體上发布包括一段据称是在伊朗核设施现场拍摄的短片，以及一些相关的协议、地图和工资单等文件。

### 10月23日
伊朗原子能组织表示，布什尔核电站运营公司的电子邮件系统遭到黑客入侵。

### 10月26日
當天是阿米尼去世第40天紀念日，包括德黑兰、伊斯法罕和马什哈德在内的伊朗23个省的33个城市發生了抗议活动。在马什哈德，一幅巨大的哈梅內伊海報被燒毀。
有10,000名群眾前往阿米尼位於萨盖兹的墓地悼念。萨盖兹境內的伊朗安全部隊與示威者爆發衝突，有50名平民受傷。安全部隊隨即封鎖了萨盖兹的入口以及通往阿米尼墓地的道路。同時萨盖兹當地的互聯網通訊受到干擾。
在马拉耶尔，一名伊朗安全部隊成員被殺。這是抗議爆發以來第33位被殺害的安全部隊成員。
伊斯兰国－呼罗珊省宣佈支持伊朗抗議者。

### 10月29日
伊朗伊斯蘭革命衛隊總司令侯賽因·薩拉米警告示威者以後不要再上街遊行，並表示當天是當局允許他們上街遊行的最後一天。當天伊朗境內的14个省22个城市发生了抗议活动。

### 10月30日
伊朗学生无视了当局的警告，继续举行游行。德黑蘭一家法院舉辦聽證會，在聽證會上，數名示威者被伊朗當局指控犯下一系列罪行。在伊朗的一些大學校園內，学生们拆除了食堂中用来分隔男女的隔离墙。

### 10月31日
包括德黑蘭、萨南达季在內的多個城市繼續爆發示威遊行。

## 11月

### 11月1日
伊朗检察官员宣布将公审约1000名与示威有关的人员。他们被指控“破坏活动”罪名，包括“谋杀保安部队人员”和纵火。

### 11月3日
联合国安理会召开非正式会议，就伊朗的示威活动进行讨论。美国副总统卡玛拉·哈里斯称，将与盟国合作，将伊朗逐出联合国妇女地位委员会。
美国总统乔·拜登在美國中期選舉助选演讲中表示要幫助伊朗人“解放伊朗”，他還表示“伊朗很快就會被伊朗的抗議者解放”。拜登演讲期间，場外数十名示威者举着横幅支持伊朗的抗议者。
扎黑丹什叶派清真寺的一名神职人员被枪杀。
德國當局敦促伊朗境內的德國公民盡快離開伊朗。
伊朗一名27岁说唱歌手被伊朗司法机构指控“冒犯安拉”，該名歌手曾用库尔德语演唱聲援抗議的歌曲。
夏巴大道附近社區的電力被切斷。不過仍有人在夜晚高喊口號反對伊朗當局。

### 11月4日
伊朗總統在回應乔·拜登於11月3日的演講內容時表示，“伊朗已於43年前獲得自由”，他還聲稱抗議者是「被人矇騙而上當的叛徒」。
扎黑丹、哈什和萨拉万等地依舊有抗议活动。位於哈什的示威者攻擊當地的政府大楼并摧毁车辆，同時當地的伊朗安全部队向示威者开火。国际特赦组织表示，可能有十名示威者被安全部隊杀死。
伊朗官方举行集会，庆祝占领美国使馆43周年。据美联社报道，虽然首都德黑兰及周边的集会是大规模的，但是在伊朗其他地方观察到的集会的人数要少得多，“也许只有几十人”。

### 11月5日
据报道，安全部队更加集中针对全国各地校园的大学生，导致数十名学生被捕。
伊朗东南部扎希丹市举行抗议活动，有2人丧生。
伊朗最高领袖哈梅内伊的高级助手Rasool Sanaei-Rad称，“我们必须接受差异，并通过自由的思想平台为对话开辟空间......但第一步，我们必须镇压骚乱。今天，我们正面临多维度、多层次的社会现象，我们忽视了新冠肺炎疫情期间年轻人过度使用互联网的事实。“

### 11月6日
伊朗库尔德地区的大学爆发新的抗议活动。德黑兰居民举行抗议活动，声援库尔德地区的示威者。
馬里萬的示威活動造成35人受傷。
伊朗290名议员中的227人发表共同声明，呼吁伊朗司法部门对“真主的敌人”实施复仇法。

### 11月8日
當天伊朗人權活動家表示示威爆發以來已有321人身亡。

### 11月9日
伊朗陆军司令表示，如果最高领袖哈梅内伊下令对全国范围内的抗议活动进行更严厉镇压，那么“骚乱者”就不会在这个伊斯兰共和国有立足之地。

### 11月11日
伊朗知名演员妮阿莉多丝蒂在社交媒体上上传自己未佩戴头巾的照片，并手持写有本次示威口号“女性、生命、自由”的牌子。
联合国专家敦促伊朗停止判处和平抗议者死刑。

### 11月13日
伊朗革命法院判处一名反政府抗议者死刑，这一判决是对示威者的第一例死刑判决。

### 11月15日
示威者举行大规模集会，纪念2019－2020年伊朗抗议被“血腥镇压”三周年。

### 11月16日
有示威者在德黑兰一地铁站内焚烧头巾，并呼喊“女性、生命、自由”的口号。警方进入地铁站，朝站台上的人群开枪，引发大批乘客涌向地铁站出口，有人遭踩踏。有视频显示警察进入地铁列车的女性车厢，殴打未佩戴头巾的乘客。据报道，伊朗政府计划在地铁站内启用人脸识别系统，以查出未佩戴头巾的女性乘客。

### 11月21日
卡塔爾世界盃伊朗足球國家隊對陣英格蘭國家隊的比賽前，伊朗足球國家隊隊長夏沙菲表達一眾球員對示威者的支持和同情。在開賽前的奏國歌儀式上，伊朗隊11名場上球員全體肅立，未有同唱國歌。伊朗國營電視台雖有直播賽事，但在播國歌前做了鏡頭審查，沒有播出國足球員在奏國歌時列隊的畫面。
一人權團體報告指，伊朗安全部隊過去一週在西部庫爾德人聚居城市造成至少30人死亡。庫爾德人權團體Hengaw報告指自11月20日以來僅在賈萬魯德就造成7人死亡。馬哈巴德市議員表示馬哈巴德過去一週那裏至少有11人遇害。

### 11月27日
据法新社报道，伊朗最高领袖哈梅内伊下令逮捕早前在YouTube公开批评伊朗当局的外甥女法里德·莫拉德哈尼（Farideh Moradkhani）。

### 11月29日
伊朗安扎利港一名男示威者在鸣按汽车喇叭庆祝卡塔爾世界杯伊朗队输给美国队后，被伊朗安全部队击毙。

## 12月

### 12月1日
伊朗全国学生会声称，在即将进行的大规模抗议前夕，有约1200名学生中毒。

### 12月3日
伊朗总检察长穆罕默德·贾法尔·蒙塔泽里宣布道德警察暂停活动，及决定复核强制头巾政策。有示威者对此质疑。
伊朗官方表示示威期間有逾200人喪生。

### 12月5日
伊朗示威者发起全国罢工罢市运动。据美聯社報導，德黑蘭大巴扎有大約三分之一的商店關門。有目擊者称，德黑蘭市中心星期一部署了大量的鎮暴警察。库尔德族伊朗人权组织Hengaw表示，伊朗西部有19个城市参与罢工运动。
伊朗司法負責人埃傑耶批评示威者威胁店主关门，下令逮捕任何鼓勵商店關門的人。

### 12月7日
伊朗前总统穆罕默德·哈塔米表态支持示威活动。

### 12月8日
伊朗女性获评《时代》“年度英雄”称号。
一名涉示威男子被处决，这是示威开始后首例对示威者的死刑处决。

### 12月12日
一名涉示威男子被执行公开绞刑，这是示威开始后第二起对示威者的死刑执行。

### 12月15日
伊朗的联合国妇女地位委员会资格遭撤销，相关议案以29票赞成、8票反对、16票弃权通过。